# Trasa W-Z (Piotrków Trybunalski)
Trasa W-Z w Piotrkowie Trybunalskim – droga w Piotrkowie Trybunalskim, wybudowana w latach siedemdziesiątych XX w. w ramach przygotowań do centralnych dożynek w 1979.

## Historia
Piotrkowska trasa W-Z początkowo zaczynała się około 50-100 metrów przed węzłem z autostradą A1, natomiast kończyła się na skrzyżowaniu z obecną al. Armii Krajowej. Była to inwestycja, która miała zapewnić dobrą komunikację od Gierkówki z, wybudowanym również na tę okazję, stadionem miejskim "Piotrcovia". Warto zaznaczyć, że w początkowych planach skrzyżowanie trasy W-Z z al. Armii Krajowej miało być wielopoziomowe. Planowana była estakada w ciągu trasy W-Z, która pozwalałaby bez przeszkód pokonać to skrzyżowanie. W kolejnych latach powstał także odcinek, który obecnie nosi nazwę al. Mikołaja Kopernika, od ul. Sienkiewicza do ronda Sulejowskiego. Natomiast już w latach dziewięćdziesiątych XX w. dobudowano kolejny odcinek piotrkowskiej trasy W-Z tym razem od nasypu kolejowego do skrzyżowania z ul. Sienkiewicza. Jego budową zajęła się piotrkowska firma PEUK S.A. Pozostał jedynie jeden fragment jednojezdniowy od nasypu (pod którym przejeżdżało się poprzez ul. Narutowicza) do skrzyżowania z al. Armii Krajowej. W roku 1999 wykonane zostało "przebicie" przez nasyp kolejowy a ostatecznie trasa W-Z w obecnym kształcie została ukończona w czerwcu 2006 roku.